# Myra Freeman
Myra A. Freeman, z domu Holtzman (ur. 17 maja 1949 w Saint John, Nowy Brunszwik), działaczka państwowa Kanady, gubernator porucznik prowincji Nowa Szkocja.
Ukończyła Dalhousie University w Halifaksie z dyplomami bakałarza sztuk i edukacji. Pracowała w szkolnictwie w regionie szkolnym Halifax. Pracą zawodową i działalnością filantropijną zyskała duży szacunek, co wyraziło się m.in. doktoratami honoris causa Mount Saint Vincent University (2004) i Cape Breton University (2005). Otrzymała także honorowy stopień kapitana marynarki kanadyjskiej, a w 2001 została jako pierwsza odznaczona Orderem Nowej Szkocji (zarazem pierwszym kanclerzem odznaczenia).
W 2000 gubernator generalny Kanady Adrienne Clarkson powołała Myrę Freeman na gubernatora porucznika Nowej Szkocji. Freeman zastąpiła na stanowisku Johna Jamesa Kinleya i była pierwszą kobietą w roli gubernatora porucznika Nowej Szkocji. We wrześniu 2006 jej następczynią została również kobieta, Mayann Francis.
Z mężem Lawrence A. Freemanem, z zawodu prawnikiem, ma troje dzieci (Daniela, Jonathana i Debrę).